# Carlos José Castilho
Carlos José Castilho, meist nur Castilho, auch Carlos José de Castilho genannt, (* 27. November 1927 in Rio de Janeiro; † 2. Februar 1987) war ein brasilianischer Fußballtorwart und zweifacher Weltmeister mit der brasilianischen Nationalmannschaft. Er schied am 2. Februar 1987 durch Suizid aus dem Leben.

## Karriere

### Verein

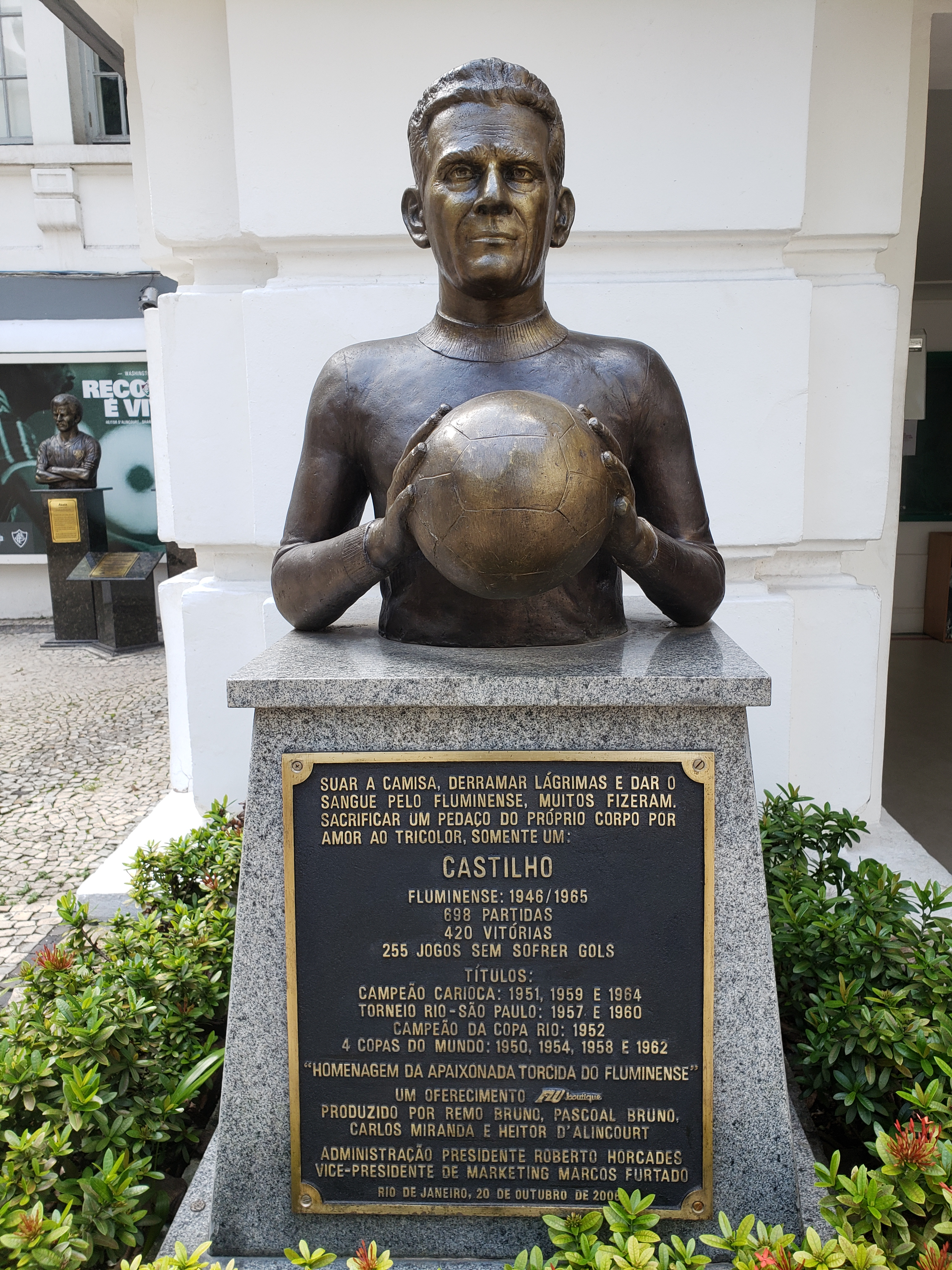
Büste bei Fluminense mit Erfolgen und Einsatzdaten

Castilho spielte von 1945 bis 1946 beim Olaria AC in Rio de Janeiro, ehe er zum Fluminense FC wechselte. Für den brasilianischen Spitzenklub absolvierte er 698 Spiele von 1946 bis 1965, davon 420 erfolgreich und 255 mit weißer Weste. Die Fans des Vereins gaben ihm den Beinamen São Castilho, also „Heiliger Castilho“. Im Oktober 2006 wurde bei Fluminense eine Büste zu Ehren der ehemaligen Nummer eins enthüllt.

### Nationalmannschaft
Castilho gehörte bei den vier Weltmeisterschaften 1950, 1954, 1958 und 1962 zum Kader der Seleção. 1950 in seinem Heimatland wurde der erst 22-jährige Torhüter als zweiter Mann hinter Barbosa bereits Vizeweltmeister. 1954 in der Schweiz stand er in allen drei Spielen der Brasilianer zwischen den Pfosten. Im – dank vieler Fouls und dreier Platzverweise – als „Schlacht von Bern“ in die Fußballgeschichte eingegangenen Viertelfinale gegen Ungarn verlor Castilho seine Hose, als er einen Schuss von Zoltán Czibor abwehrte. Dennoch konnte er auch den Nachschuss von József Bozsik halten. Trotz dieser individuellen Leistung musste sich Brasilien dem späteren Finalisten mit 2:4 geschlagen geben und schied aus dem Turnier aus. In Schweden 1958 trug er zwar die Rückennummer 1, musste aber hinter Gilmar wieder mit der Ersatzrolle ohne Einsatz vorliebnehmen – ebenso wie vier Jahre später in Chile mit der Rückennummer 22. Beide Turniere gewannen die Brasilianer.
Insgesamt spielte er 29 Mal für die Seleção.

## Erfolge
Nationalmannschaft
- Taça Oswaldo Cruz: 1950, 1962
- Panamerikanische Fußballmeisterschaft: 1952
- Taça Bernardo O’Higgins: 1952
- Copa Roca: 1957
- Fußball-Weltmeisterschaft: 1958, 1962

Fluminense
- Taça da Prefeitura do Distrito Federal: 1948
- Staatsmeisterschaft von Rio de Janeiro: 1951, 1959, 1964
- Copa Rio: 1952[6]
- Torneio Rio-São Paulo: 1957, 1960
- Taça Brasil – Zona Sul: 1960